# Trebež (Barajevo)
Trebež (Servisch cyrillisch Требеж) is een plaats in de Servische gemeente Barajevo. De plaats telt 8325 inwoners (2002).